# Spizixos canifrons
Spizixos canifrons е вид птица от семейство Pycnonotidae.

## Разпространение
Видът е разпространен в Бангладеш, Виетнам, Индия, Китай, Лаос, Мианмар и Тайланд.